# Linguaggio di simulazione
Un linguaggio di simulazione viene utilizzato per descrivere il funzionamento di una simulazione su un computer. Esistono due tipi principali di simulazione: evento continuo e discreto, sebbene linguaggi più moderni possano gestire combinazioni più complesse. La maggior parte delle lingue ha anche un'interfaccia grafica e almeno una semplice capacità di raccolta statistica per l'analisi dei risultati. Una parte importante dei linguaggi di eventi discreti è la capacità di generare numeri e varianti pseudo-casuali da diverse distribuzioni di probabilità.